# 植田浩二
植田 浩二（うえだ こうじ）は、日本の脚本家。

## 来歴
アニメーション制作会社・サンライズへ入社し制作進行を務めたのち、脚本家に転身した。マジックバス元請作品でメインライターを多く担った。同様にサンライズの制作進行からキャリアを始めた山口亮太と、仕事を共にすることが多い。

## 作品

### TVアニメ
- 獣神ライガー（1989年）　制作進行
- 魔神英雄伝ワタル2（1991年）　制作進行
- 鬼神童子ZENKI（1995年）
- アリス探偵局（1995年）
- 逮捕しちゃうぞ（1996年）
- はりもぐハーリー（1996年-1997年）
- 白鯨伝説（1997年）
- 超魔神英雄伝ワタル（1997年）
- 突撃!パッパラ隊（1998年）
- SHADOW SKILL -影技-（1998年）
- 超発明BOYカニパン（1999年）
- 逮捕しちゃうぞ Special（1999年）
- メダロット（1999年）
- 仙界伝封神演義（1999年）
- 未来少年コナンII タイガアドベンチャー（1999年）
- うちゅう人田中太郎（2000年）
- おじゃる丸（2000年のみ）
- グラップラー刃牙（2001年）
- 魔法少女猫たると（2001年）　シリーズ構成（高寺彰彦と共同）
- 探偵少年カゲマン（2001年）
- ゴーゴー五つ子ら・ん・ど（2001年）
- フルメタル・パニック!（2002年）
- 絶体絶命でんぢゃらすじーさん（2003年）シリーズ構成（第1期のみ）
- コロッケ!（2003年）
- モンキーターンV（2004年）
- 遊☆戯☆王デュエルモンスターズGX（2004年）
- MÄR-メルヘヴン-（2005年）
- 機動新撰組 萌えよ剣（2005年）
- 強殖装甲ガイバー（2005年）
- パタリロ西遊記!（2005年）
- プレイボール（2005年）
- プレイボール　2nd（2006年）
- 月面兎兵器ミーナ（2006年）
- 新星輝デュエル・マスターズ フラッシュ（2006年）シリーズ構成　第6話まで
- ハヤテのごとく！（2007年）
- 遊☆戯☆王5D's（2008年-2011年）
- COBRA THE ANIMATION（2010年）
- キャッチ!ティニピン（2020年-）　シリーズ構成（第4期のみ）

### ドラマCD
- 集英社ドラマCD　幽☆遊☆白書（2004年）
- ハヤテのごとく! 熱血ドラマCD （2007年）